# Xã Wacker, Quận McPherson, Nam Dakota
Xã Wacker (tiếng Anh: Wacker Township) là một xã thuộc quận McPherson, tiểu bang Nam Dakota, Hoa Kỳ. Năm 2010, dân số của xã này là 15 người.